# Phare de Santa Barbara
Le phare de Santa Barbara est un phare situé sur le port de Santa Barbara, dans le comté de Santa Barbara (État de la Californie), aux États-Unis.
Ce phare est géré par la Garde côtière américaine, et les phares de l'État de Californie sont entretenues par le district 11 de la Garde côtière .

## Histoire
Lorsque le premier phare de Santa Barbara a été établi le 1er décembre 1856, il était typique des autres phares de la côte Ouest, une tour s'élevant au centre de l'habitation. Le constructeur était George D. Nagle de San Francisco. La lanterne de la tour était équipée d'une lentille de Fresnel de 4e ordre et affichait à l'origine une lumière rouge fixe, qui, dans les années suivantes, a été changée en blanc fixe.
Le 29 juin 1925, un violent tremblement de terre a secoué la région et le phare vieillissant s'est éboulé. Une tour à ossature temporaire a été érigée jusqu'à ce qu'un nouveau phare puisse être construit.

## Description
Le phare actuel a été érigé sur une falaise, à l'intérieur d'un enclos avec logement de gardiennage et terrain de jeux.
Le phare est une tourelle pyramidale en métal blanc, avec lanterne sans galerie, de 7,3 m de haut. Il est équipé d'un Aerobeacon rotatif moderne.
Il émet, à une hauteur focale de 43 m, un éclat blanc toutes les 100 secondes. Sa portée est de milles nautiques (environ 37 km). La corne de brume émet une explosion toutes les 30 secondes.
Identifiant : ARLHS : USA-736 - Amirauté : G3952 - USCG : 6-0195 .
|                        |
| Canal de Santa Barbara |

|              |
| Ancien phare |

|                         |
| Le phare (vue aérienne) |

### Lien connexe
- Liste des phares de la Californie